# Urodinamica
L'urodinamica è un esame medico che consiste nello studio e nella verifica dello stato operativo del sistema urinario, in particolare della vescica e dell'uretra. È un esame prescritto sia agli uomini che alle donne per cercare ed offrire la cura più adatta per l'incontinenza urinaria, la disuria ed altri disturbi della minzione in genere. L'urodinamica fornirà al medico le informazioni necessarie per diagnosticare la causa e la natura, ad esempio, dell'incontinenza del paziente, dando così le migliori opzioni di trattamento disponibili.
L'urodinamica è in genere condotta da un urologo, un uroginecologo, o da infermieri specialisti di urologia. 
L'urodinamica viene eseguita per mezzo di due cateteri (uno inserito in vescica, l'altro nel retto) in grado di rilevare le variazioni di pressione endovescicale ed endoaddominale: si introduce quindi in vescica una soluzione fisiologica e si valutano sensibilità, capacità, stabilità e distensibilità della muscolatura vescicale, mediante la registrazione delle pressioni intravescicali. Si può anche valutare in che modo il paziente avverte lo stimolo minzionale, fornendo quindi informazioni utili sul funzionamento della vescica. Tali variazioni vengono trasmesse e documentate da una centralina collegata ad un comune computer.